# Loïc Collomb-Patton
Loïc Collomb-Patton (La Clusaz, 6 de septiembre de 1986) es un deportista francés que compitió en esquí acrobático. Ganó una medalla de plata en el Campeonato Mundial de Esquí Acrobático de 2005, en la prueba de halfpipe.

## Medallero internacional
| Campeonato Mundial | Campeonato Mundial | Campeonato Mundial | Campeonato Mundial |
| Año                | Lugar              | Medalla            | Competición        |
| ------------------ | ------------------ | ------------------ | ------------------ |
| 2005               | Ruka (Finlandia)   | Medalla de plata   | Halfpipe           |